# Chaenomugil proboscideus
Chaenomugil proboscideus (tên tiếng Anh: Snouted mullet, nghĩa là cá đối mõm), là một loài cá đối trong họ Mugilidae, được tìm thấy trong vùng biển khơi (tới độ sâu 20 m) gần bờ và nhiều đá dọc theo duyên hải phía tây châu Mỹ, trong khu vực từ 25° vĩ bắc tới 7° vĩ nam, từ Mexico tới Peru. Loài cá đối này có thể phát triển tới chiều dài tổng cộng khoảng 22 xentimét (8,7 in). Nó có tầm quan trọng kinh tế nhỏ trong nghề cá khu vực, có thể tìm thấy trong các khu chợ ở Panama. Thức ăn chủ yếu của nó là các loài tảo mọc trên đá, bằng cách nạo chúng ra khỏi đá bằng các răng chuyên biệt hóa. Là loài cá đẻ trứng, với trứng không bám dính và xuất hiện ở vùng nước bề mặt.
Nó cũng là loài cá duy nhất trong chi Chaenomugil.

## Từ nguyên
Chaenomugil có nguồn gốc từ tiếng Hy Lạp chaeno = há miệng, ngáp + tiếng Latinh mugil, -is = cá đối xám.